# Qurdi-ilima
Qurdi-ilima (Q[urdi-ili]ma? - odczyt imienia niepewny) – wysoki dostojnik (funkcja nieznana) za rządów asyryjskiego króla Adad-nirari II (911-891 p.n.e.); z asyryjskich list i kronik eponimów wiadomo, iż w 903 r. p.n.e. sprawował urząd limmu (eponima).